# Létesítménygazdálkodás
Kivétel nélkül minden szervezet felhasznál főtevékenysége támogatására bizonyos eszközöket és szolgáltatásokat, amelyek nélkül a főtevékenységnek és így magának a szervezetnek a működése, és sok esetben a puszta léte is, elképzelhetetlen. Ezeknek az eszközöknek és szolgáltatásoknak a szervezeten belül való koordinálásával, menedzselésével foglalkozik a létesítménygazdálkodás (angol kifejezéssel facility management). 
A létesítménygazdálkodás, mint szervezeti funkció feladata, hogy optimális szinten biztosítsa az egész szervezet létesítménygazdálkodási szolgáltatások iránti szükségletének kielégítését, azaz a szervezet főtevékenységének zavartalan működését. Tevékenysége során a változások kezelésével alapvetően befolyásolja a szervezetet, a dolgozók közérzetét, a szervezet működésének hatékonyságát. 
A szervezetek által igénybevett létesítménygazdálkodási szolgáltatások száma 100 és mintegy 200 között változik. A szolgáltatási kör magában foglalja például:
•	az épületekhez kapcsolódó szolgáltatásokat – az épület maga, épület karbantartási és egyéb műszaki szolgáltatások, takarítás, az energiamenedzsment, őrzés-védelem, stb.,  
•	a munkavégzéshez kapcsolódó szolgáltatásokat - étkezési szolgáltatások, munkahelyi egészségügyi szolgáltatások, információs és kommunikációs szolgáltatások, helyi katasztrófa-megelőzés és elhárítás, létesítmények tűzbiztonsági szolgáltatásai, bútorozás, költözések, vagyonvédelem, munkavédelem, területmenedzsment, stb.
A létesítménygazdálkodási szolgáltatások a támogató üzleti szolgáltatások körébe tartoznak. A szervezetek igen nagyszámú létesítménygazdálkodási szolgáltatást használnak fel működésük során, a szolgáltatások által előállított értéktöbblet beépül a szervezet által előállított végtermékekbe. 
A létesítménygazdálkodási szolgáltatások fő jellegzetessége, hogy azokat általában helyben állítják elő és a szervezetek azokat a működésük helyén veszik igénybe.
A létesítménygazdálkodási szolgáltatások előállítására alakult ki Magyarországon is a létesítménygazdálkodási ipar (FM Industry), amely a GDP mintegy 7%-át állítja elő és a foglalkoztatásban 9-11%-ot mondhat magáénak.
A létesítménygazdálkodási terminológiában a létesítmény = szolgáltatás. 
Egy általános példát felhozva: 
A körülöttünk levő épített infrastruktúra, az utak, az épületek és minden más is alapvetően nem termék a tárgyi valójában, hanem szolgáltatás. Az infrastruktúra, mint termék előállításának költsége kivétel nélkül mindig töredékrésze az infrastruktúra, mint szolgáltatás előállítási költségének. Azaz, az épület maga termék, de amint megépült, mint szolgáltatás jelenik meg, és ez utóbbinak az ára a döntő. Nagyon-nagyon kevesen tudják, hogy szigorúan véve egy épület létrehozásának költsége mintegy tizede az épület (szigorúan csak az épület) használata során felmerülő összköltségnek.  
A Magyar Létesítménygazdálkodási Szövetség a létesítménygazdálkodást, összhangban a CENT TC 348 „Facility Management” európai szabványbizottság meghatározásával, az alábbi módon definiálta:
„Létesítménygazdálkodás (facility management, facilities management)
A létesítménygazdálkodás egy szervezeten belül a munkahely és a munkavégzés szükségleteihez kapcsolódó belső szolgáltatások iránti kereslet és kínálat menedzselése a szervezet stratégiájának figyelembe vételével.”

Forrás: Magyar Létesítménygazdálkodási Szövetség